# 地雨
地雨（じあめ）とは、同じ程の強さで長い間降り続ける雨のこと。
気象庁では地域的に見ても降り方に偏りのなく、雨量の強度が一定である雨を指す。また、層雲系の雲（層雲、層積雲、高層雲）から降ることの多い雨とされる。
地形の影響でできたり、急速に湧いてくるような雲よりも、温暖前線に伴ってできるような広い雲のほうが地雨が降りやすい。また、梅雨に降る雨は地雨であることが多い。
ただし、この語は一般的でないという見方から予報や解説ではこの語を使わないようにしている。
これに対して、強さの変化がある雨のことをにわか雨や驟雨、通り雨などと言う。